# カンタン・メルラン
カンタン・メルラン（Quentin Merlin, 2002年5月16日 - ）は、フランス・ナント出身のプロサッカー選手。リーグ・アン・スタッド・レンヌ所属。ポジションはディフェンダー（サイドバック）。

## 経歴
2015年に地元のFCナントの下部組織に入団した。2021年2月10日、クープ・ドゥ・フランスのRCランス戦にてトップチームデビュー。
下部組織時代は主に左のウインガーとしてプレーしていたが、トップチーム昇格と同時に当時の監督であったアントワーヌ・コンブアレによってサイドバックへとコンバートされた。2021-22シーズンから徐々に出場機会を伸ばし、同シーズンの2月と3月にはクラブの月間最優秀選手に選出された。3月19日には、クラブと初のプロ契約（2024年まで）を交わした。
2024年1月26日、4年半契約でオリンピック・マルセイユに移籍。移籍金は1,200万ユーロと報じられている。
2025年7月21日、ヴァランタン・ロンジェとともにスタッド・レンヌへの完全移籍が発表された。メルランはレンヌと4年契約を締結した。

### 代表
2017年からフランスの世代別代表に選出されている。
2025年のUEFA U-21欧州選手権では、フランスの全5試合に出場し、大会ベストイレヴンに選出された。

## 個人成績

### クラブ
| 国内大会個人成績 | 国内大会個人成績 | 国内大会個人成績 | 国内大会個人成績 | 国内大会個人成績 | 国内大会個人成績 | 国内大会個人成績 | 国内大会個人成績 | 国内大会個人成績 | 国内大会個人成績 | 国内大会個人成績 | 国内大会個人成績 |
| 年度             | クラブ           | 背番号           | リーグ           | リーグ戦         | リーグ戦         | リーグ杯         | リーグ杯         | オープン杯       | オープン杯       | 期間通算         | 期間通算         |
| 年度             | クラブ           | 背番号           | リーグ           | 出場             | 得点             | 出場             | 得点             | 出場             | 得点             | 出場             | 得点             |
| フランス         | フランス         | フランス         | フランス         | リーグ戦         | リーグ戦         | F・リーグ杯      | F・リーグ杯      | フランス杯       | フランス杯       | 期間通算         | 期間通算         |
| ---------------- | ---------------- | ---------------- | ---------------- | ---------------- | ---------------- | ---------------- | ---------------- | ---------------- | ---------------- | ---------------- | ---------------- |
| 2020-21          | ナント           | 34               | リーグ・アン     | 0                | 0                | -                | -                | 1                | 0                | 1                | 0                |
| 2021-22          | ナント           | 29               | リーグ・アン     | 28               | 2                | -                | -                | 5                | 0                | 33               | 2                |
| 2022-23          | ナント           | 29               | リーグ・アン     | 24               | 1                | -                | -                | 1                | 0                | 25               | 1                |
| 2023-24          | ナント           | 29               | リーグ・アン     | 16               | 0                | -                | -                | 2                | 0                | 18               | 0                |
| 2023-24          | マルセイユ       | 29               | リーグ・アン     | 10               | 0                | -                | -                | -                | -                | 10               | 0                |
| 2024-25          | マルセイユ       | 3                | リーグ・アン     | 27               | 1                | -                | -                | 2                | 0                | 29               | 1                |
| 通算             | フランス         | フランス         | リーグ・アン     | 105              | 4                | -                | -                | 11               | 0                | 116              | 4                |
| 総通算           | 総通算           | 総通算           | 総通算           | 105              | 4                | 0                | 0                | 11               | 0                | 116              | 4                |

## タイトル

### クラブ
ナント
- クープ・ドゥ・フランス（2021-22）

### 個人
- UEFA U-21欧州選手権 ベストイレヴン（2025）[11]